# Empis sugonyaevi
Empis sugonyaevi är en tvåvingeart som beskrevs av Shamsev 2001. Empis sugonyaevi ingår i släktet Empis och familjen dansflugor.
Artens utbredningsområde är Kazakstan. Inga underarter finns listade i Catalogue of Life.